# Carl Ferdinand Cori
Carl Ferdinand Cori (Prága, 1896. december 5. – Cambridge, Massachusetts, 1984. október 20.) osztrák-amerikai biokémikus. 1947-ben feleségével, Gerty Corival és az argentin Bernardo Houssayjal közösen orvostudományi Nobel-díjban részesült a glikogén metabolizmusának felderítéséért.

## Élete
Carl Ferdinand Cori 1896. december 5-én született egy Prágában élő katolikus osztrák családban. Apja Carl Isidor Cori zoológiaprofesszor, anyja Martha Lippich volt. Apját 1898-ban kinevezték a trieszti tengerbiológiai állomás vezetőjévé, így Carl az Adria partján töltötte gyermekkorát. Gyakran ellátogattak Tirolba is, ahonnan anyai nagyapja, a Prágában dolgozó fizikaprofesszor, Ferdinand Lippich származott. Triesztben végezte el a gimnáziumot, utána pedig 1914-ben beiratkozott a prágai német Károly Egyetem orvosi szakára. Itt ismerkedett meg leendő feleségével, a zsidó származású Gerty Radnitzcal is. 1916-ban Cori behívót kapott az osztrák hadseregbe, katonaorvosként szolgált az olasz fronton a Piavénál, egy fertőző betegeket ápoló kórházban. A háború után visszatért az egyetemre, ahol 1920-ban Gertyvel együtt orvosi diplomát szerzett, és utána Bécsben összeházasodtak.

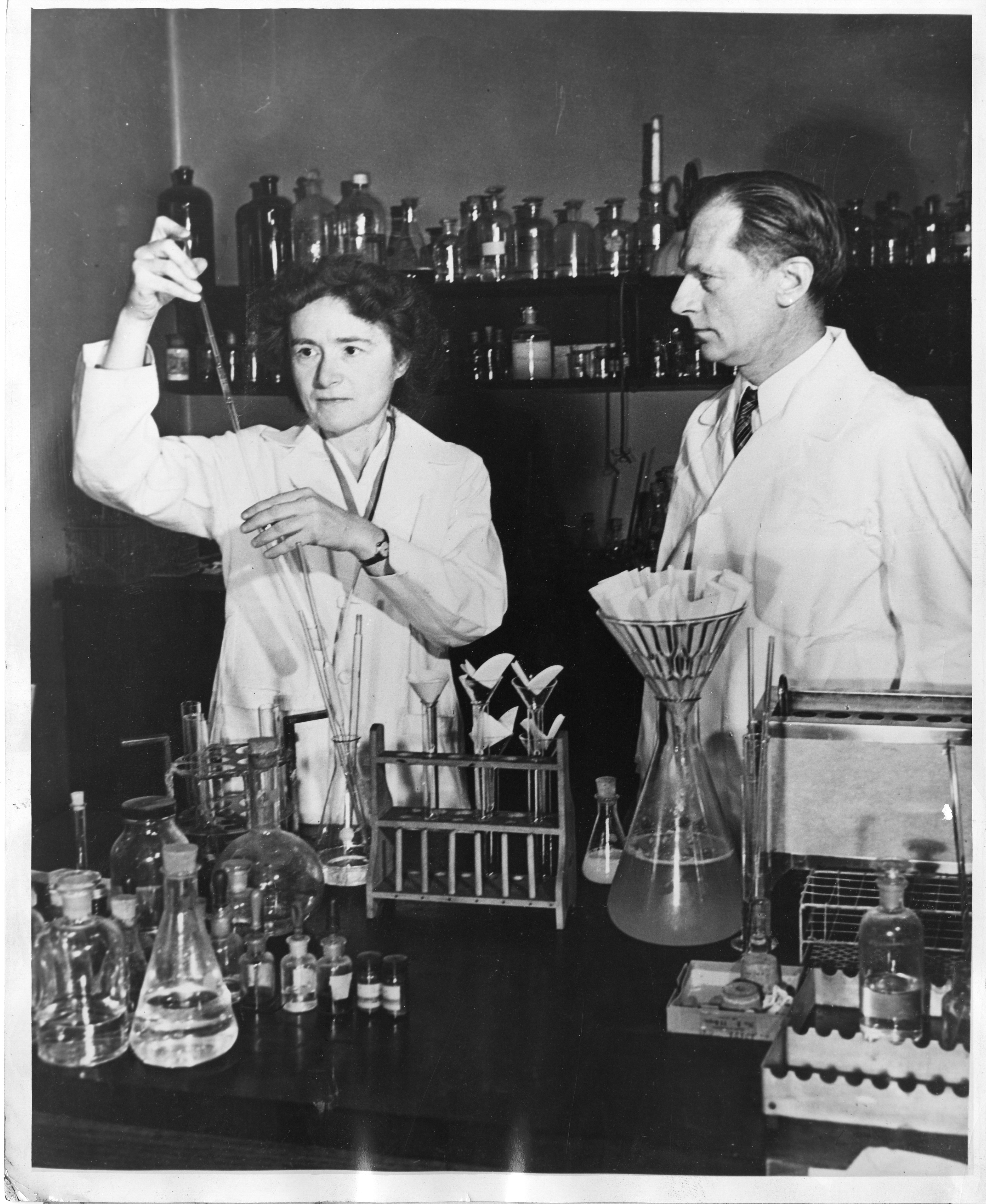
Carl és Gerty Cori 1947-ben

Cori egy évig a Bécsi Egyetem belgyógyászati klinikáján és a gyógyszerészeti intézetében dolgozott, ahol a gazdasági helyzetre jellemző volt, hogy csak úgy tudott kísérletezni, hogy a békákat apja küldte neki vidékről. Ezután egy évet Grazi Egyetemen töltött Otto Loewi munkatársaként, de anyagi helyzetük nem javult és Gerty az egyoldalú táplálkozás miatt A-vitaminhiányban szenvedett. Felesége a zsidó származása miatt sem számíthatott jelentős karrierre, ezért 1922-ben kivándoroltak az Egyesült Államokba, ahol Cori a New York állambeli Buffalóban a Rosszindulatú Betegségek Állami Kutatóintézetében (State Institute for the Study of Malignant Diseases) helyezkedett el biokémikusként. 1928-ban megkapták az amerikai állampolgárságot. 1931-ben Carl Corinak felajánlották, hogy legyen a St. Louis-i Washington Egyetem farmakológia tanszékének vezetője. Felesége ugyanitt helyezkedett el kutatóként és annak ellenére együtt dolgoztak, hogy a tanszékvezetői állás egyik feltétele ezt kizárta volna; Carl azonban visszautasította ezt a feltételt.

## Tudományos munkássága
Carl és Gerty Cori közösen végezték kutatómunkájuk nagy részét, és együtt jelentették meg cikkeiket is. Első tudományos közleményük a humán szérum komplementrendszeréről szólt. Az USA-ban a szervezetbe bejutott cukrok sorsát kezdték tanulmányozni, és az inzulin és adrenalin vércukorszintre gyakorolt hatását. Ahogyan haladt előre a munka, a kísérleti állatokról áttértek az izolált szövetekre, majd a szövetkivonatokra és az izolált enzimekre. Felderítették az úgynevezett Cori-ciklus folyamatait. Ennek során az izomban oxigénszegény környezetben a glükózból tejsav lesz, amit a vér a májba szállít, ahol a tejsavból újból glükóz szintetizálódik. Felfedezték a glikogén lebontását végző glikogén-foszforiláz enzimet. Az általuk izolált enzimekkel lehetővé vált glikogén és keményítő in vitro szintézise.
A szénhidrátanyagcserén végzett munkájukért Carl és Gerty Corit, valamint Bernardo Houssayt 1947-ben orvostudományi Nobel-díjjal tüntették ki.

## Későbbi pályafutása
Szintén 1947-ben derült ki, hogy Gerty gyógyíthatatlan betegségben, mieloszklerózisban szenved. Tízéves szenvedés után, 1957-ben hunyt el. Házasságukból egy fiú, Carl Thomas Cori született, aki később a Sigma-Aldrich vezérigazgatója lett. Carl Cori 1960-ban újból megnősült, Anne Fitzgerald-Jonest vette el. 1966-ban visszavonult a tanszék éléről és a Harvard Egyetemen adott elő időnként vendégprofesszorként. A Massachusetts General Hospitalban fenntartott egy kutatólaboratóriumot, és ott dolgozott egészen a 80-as évekig, amikor egészsége már nagyon megromlott. Amíg egészsége megengedte Cori lelkes túrázó volt és hét nyelven (németül, olaszul, franciául, angolul, latinul, görögül és spanyolul) beszélt jól, valamint valamennyire csehül is.
Carl Ferdinand Cori 1984. október 20-án halt meg a massachusettsi Cambridge-ben, 87 éves korában.

## Elismerései
- 1946 – Albert Lasker-díj
- 1947 – Fiziológiai és orvostudományi Nobel-díj
- 1955 – Az Amerikai Diabétesz Társaság Banting-érme
- 1959 – Osztrák Tudományos és Művészeti Érdemrend

1948-tól tagja volt az Amerikai Tudományos és Művészeti Akadémiának, 1950-től pedig levelező tagja lett a Royal Society-nek. Róla nevezték el a 6175 Cori aszteroidát.